# SYT7
SYT7‏ (Synaptotagmin 7) هوَ بروتين يُشَفر بواسطة جين SYT7 في الإنسان.